# 調整池

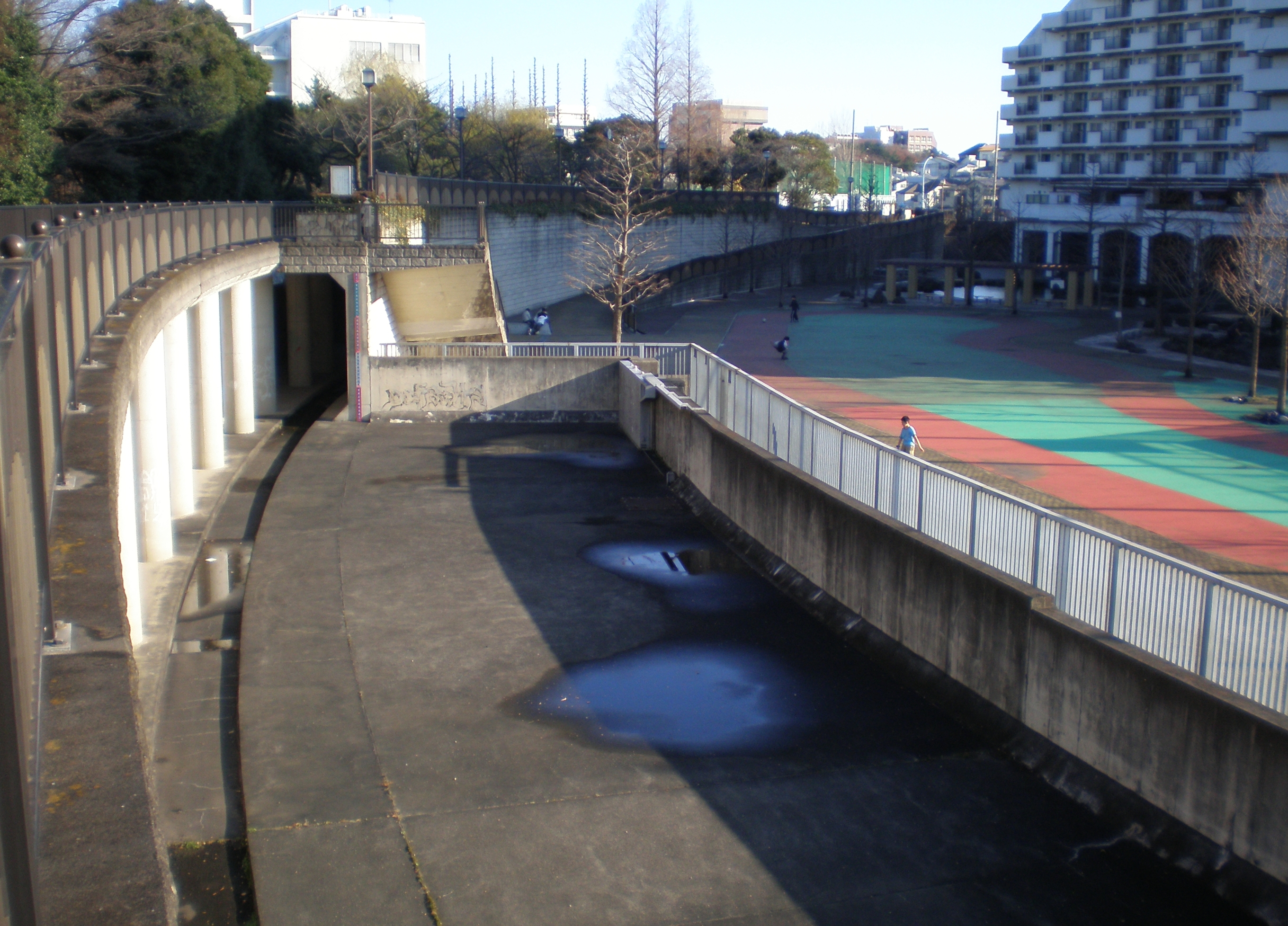
中野区と新宿区の境にある妙正寺川公園。左側にある妙正寺川の水位が大雨によって上がったとき、右側の公園は調整池として機能する。

調整池（ちょうせいち、ちょうせいいけ、英語：retention basin）は、集中豪雨などの局地的な出水により、河川の流下能力を超過する可能性のある洪水を河川に入る前に一時的に溜める池である。一般的には調節池（ちょうせつち）とも呼ばれているが、厳密には、調整池は主に土地の開発者が設置する暫定施設、調節池は主に河川管理者が設置する恒久施設と区分している。また「貯水池」も同様の機能を備えている。
調節池と名付けられなくともダムによって出来た人造湖もそのダム湖の治水の機能から「○○調整池」とも呼ばれるものが多い。また「湖」や「池」と呼ばれるが人造湖として治水の立場から調節池と呼ばれるものもある。

## 概要
集中豪雨のピークはほとんどが短時間であるため、一時的に降水を池で受け止めた後、徐々に放流させ局地的な氾濫を抑える機能を有する。主に、氾濫常襲地や住宅開発により森林が失われ、地下への雨水浸透能力が損なわれた場合に一時的または恒久的に設置される。
降水で異常に増水した河川の水量によって下流地域の水害を未然に防止するため、調整池に沿った部分だけ一段低い高さの堤防を設け、危険な水量によって川面がその堤防の高さを越えた場合、隣接する調節池に自然に漏洩させ一時的に貯水する。一般に危険水量の川面より十分低い低地を調節池とし自然に漏洩をさせ大量の水を貯めるので掘り込み式の窪地が調節池となる。コンクリートブロックに囲まれたものが多いが自然回帰として沼や池の様式のものもある。貯水された水は、降水の後日、下流地域に水害をもたらさないよう徐々にポンプなどで排水してゆく。
調整池には「オフサイト貯留式（現地外貯留）」と呼ぶ降水地域から河川や放水路を経て離れた場所で貯水する方式と、「オンサイト貯留式（現地貯留）」と呼ぶ降水地点の駐車場や運動場の地下など近隣に貯留する方式がある。
揚水発電において下部貯水池や上部貯水池を調整池とも呼ぶが、これは治水のための調整ではなく発電量の調整や調節を目的とする。
上水道施設においては、送水前の浄水を一時貯留するための施設が調整池と呼ばれる。また、浄水場の前段で原水を貯留するための施設は原水調整池と呼ばれる。

## 注意点

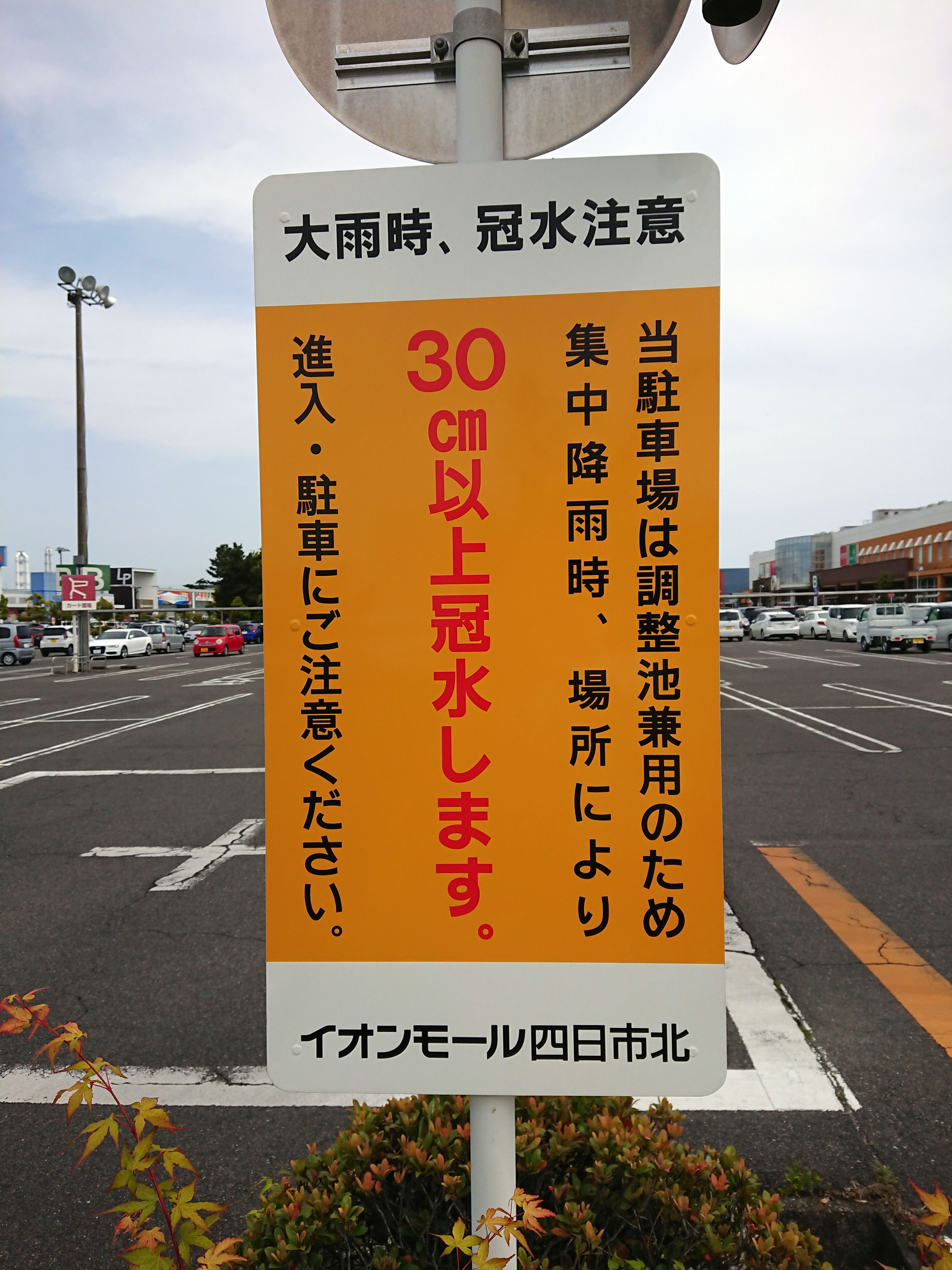
ショッピングセンターの駐車場が調整池兼用であることを警告する看板

住宅地などに高度に開発された地域では、自由に使える数少ない土地であり、普段は水を貯めないことから、公園や駐車場などに用いられているものもある。 雨水の排水路が整備されるとともに、調整機能を廃して宅地に転換している例もあるので、土地利用に際しては外観ばかりではなく表示等も確認する必要がある。

## 日本の調節池と調整池の一覧
調整池と名付けられなくとも多くのダムなどなどによる人造湖は治水の機能を備えている。各地の日本の人造湖一覧も参照。
東京都

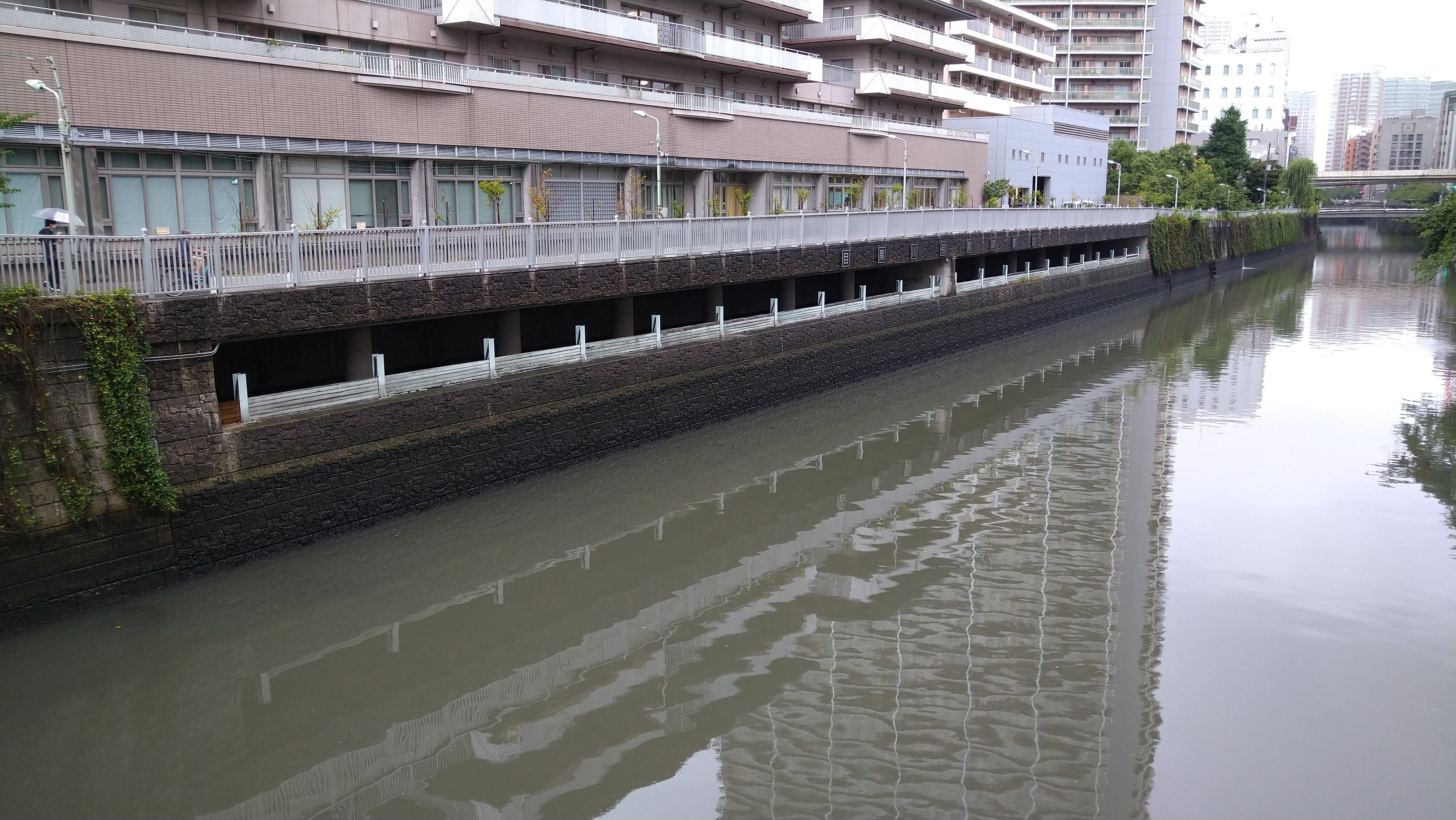
目黒川荏原調節池の取水口

- 神田川・環状七号線地下調節池 - 杉並区、中野区
- 妙正寺川調節池群
  - 妙正寺川第一調節池
  - 妙正寺川第二調節池
  - 上高田調節池 - 中野区
  - 落合調節池 - 新宿区
- 白子川地下調節池 - 練馬区
- 城北中央公園調節池 - 練馬区（2024年完成予定）
- 和田堀公園調節池 - 杉並区
- 古川地下調節池 - 港区
- 目黒川船入場調節池（目黒区）、荏原調節池（品川区）

埼玉県
- 荒川調節池
  - 荒川第一調節池 - さいたま市（桜区、南区）、朝霞市、和光市、戸田市
  - 荒川第二・第三調節池 - 一体的に整備中。さいたま市、上尾市
- 芝川第一調節池 - さいたま市緑区、川口市
- 桜木調節池 - さいたま市大宮区
- 東宮下調節池 - さいたま市見沼区
- 首都圏外郭放水路 - 春日部市の上金崎地から小渕にかけての延長約6.3km。名称は放水路であるが、実質調節池。
- 上谷沼調節池 - 川口市
- 朝霞調節池 - 朝霞市
- 大相模調節池 - 越谷市越谷レイクタウン
- 大吉調節池 - 越谷市
- 吉川調節池 - 吉川市
- 蛇島調節池 - 富士見市
- 日比田調節池 - 所沢市
- 大島新田調整池 - 幸手市、杉戸町
- 権現堂調節池（行幸湖） - 久喜市、幸手市、茨城県猿島郡五霞町
- 清水川調節池 - 深谷市

神奈川県
- 恩廻公園調節池 - 川崎市

千葉県
- 大柏川第一調節池緑地 - 市川市
- 坂田池 - 山武郡横芝光町
- 田中調節池 - 柏市、我孫子市
- 菅生調節池 - 野田市

茨城県
- 稲戸井調節池 - 守谷市

大阪府
- 深北緑地（深野池） - 大東市、寝屋川市

長崎県
- 諫早湾干拓事業の調整池 - 諫早市

## 管理マニュアル
国は自治体に補助金をだし調整池を整備し、管理マニュアルの作成と所定貯水量などの定期的な検査を求めている。2014年10月、会計検査院は12都道府県14市区の129施設の調整池で管理マニュアルが作成されておらず、国土交通省に対して各自治体に管理を徹底させることを求めた。

## 調整池の活用
埼玉県川越市は調整池の一部を活用してBMXとスケートボードの屋外練習施設「大東BMX・スケートボードエリア」にした。